# Bienal de Arte de Venecia

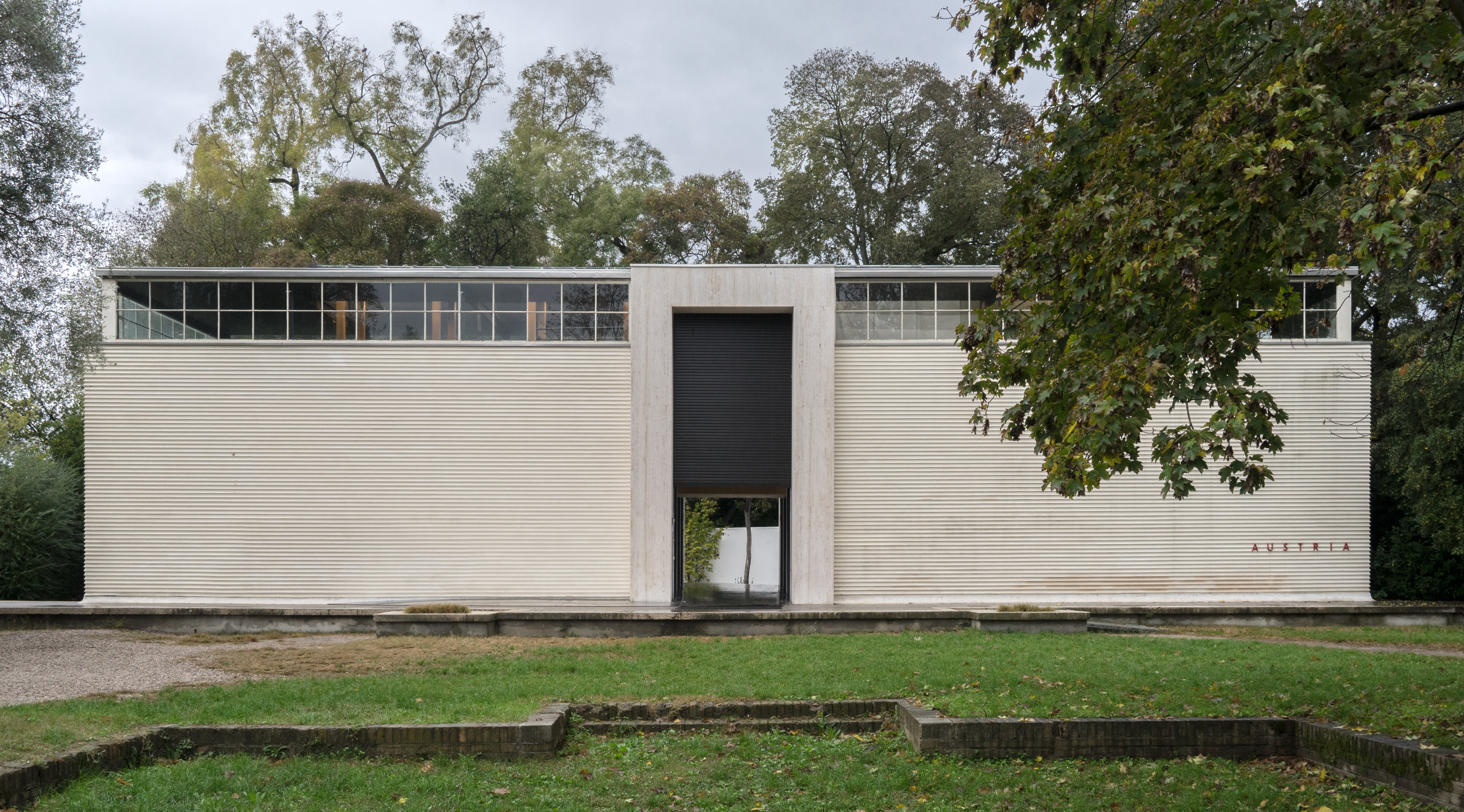
Pabellón de Austria en la Bienal de Venecia

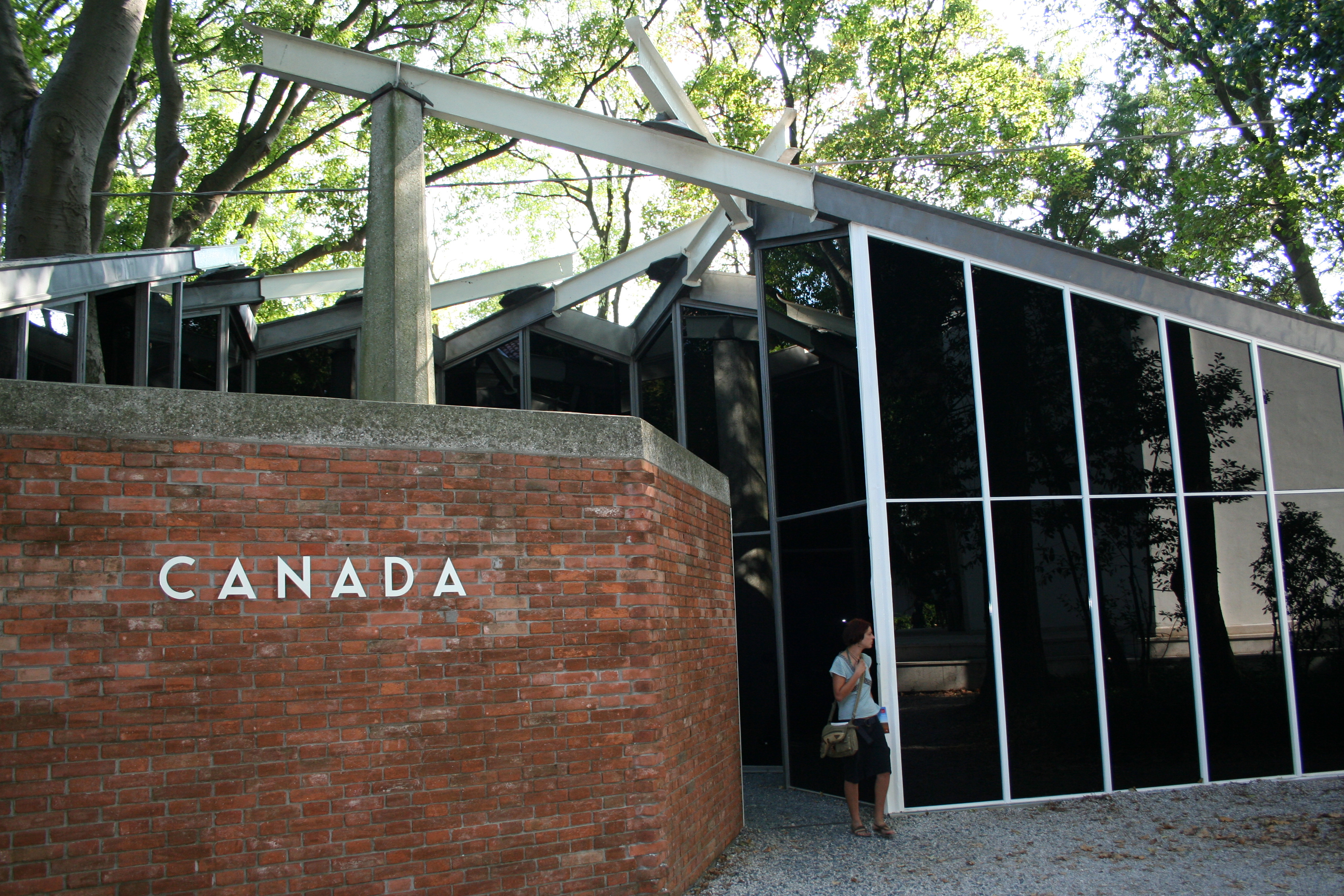
Pabellón de Canadá en la Bienal de Venecia

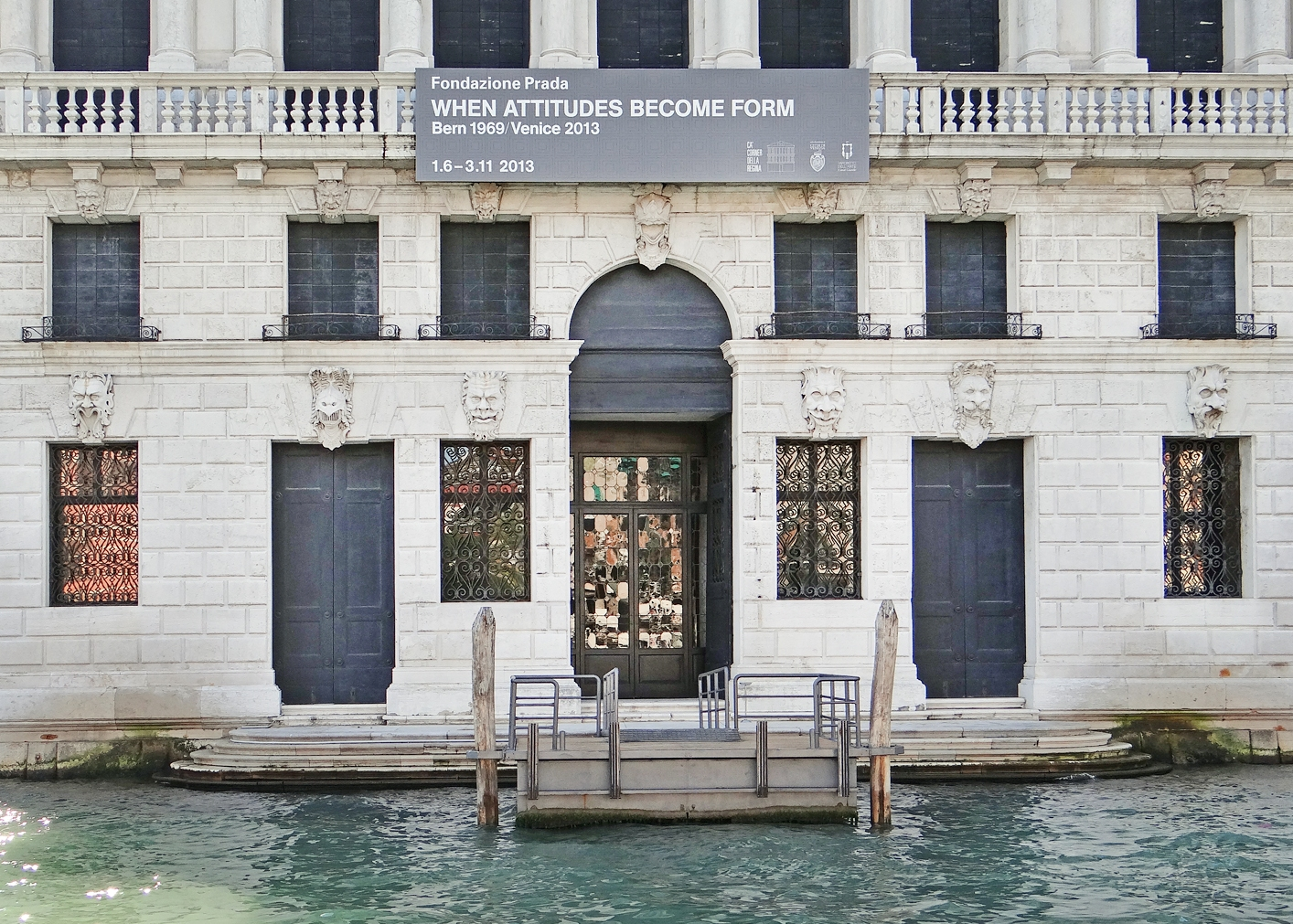
Pabellón de Suiza en la Bienal de Venecia.

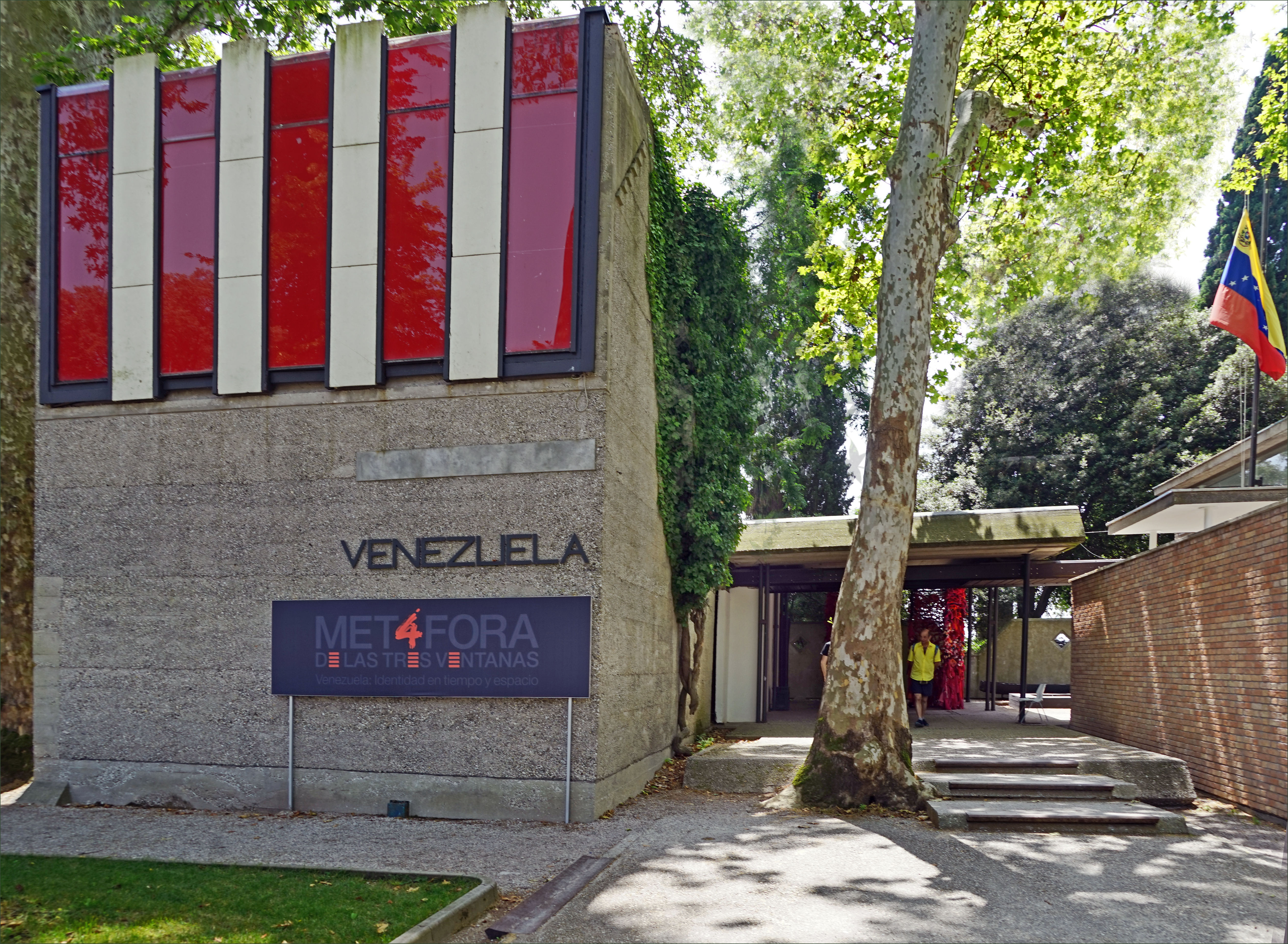
Pabellón de Venezuela en la Bienal de Venecia

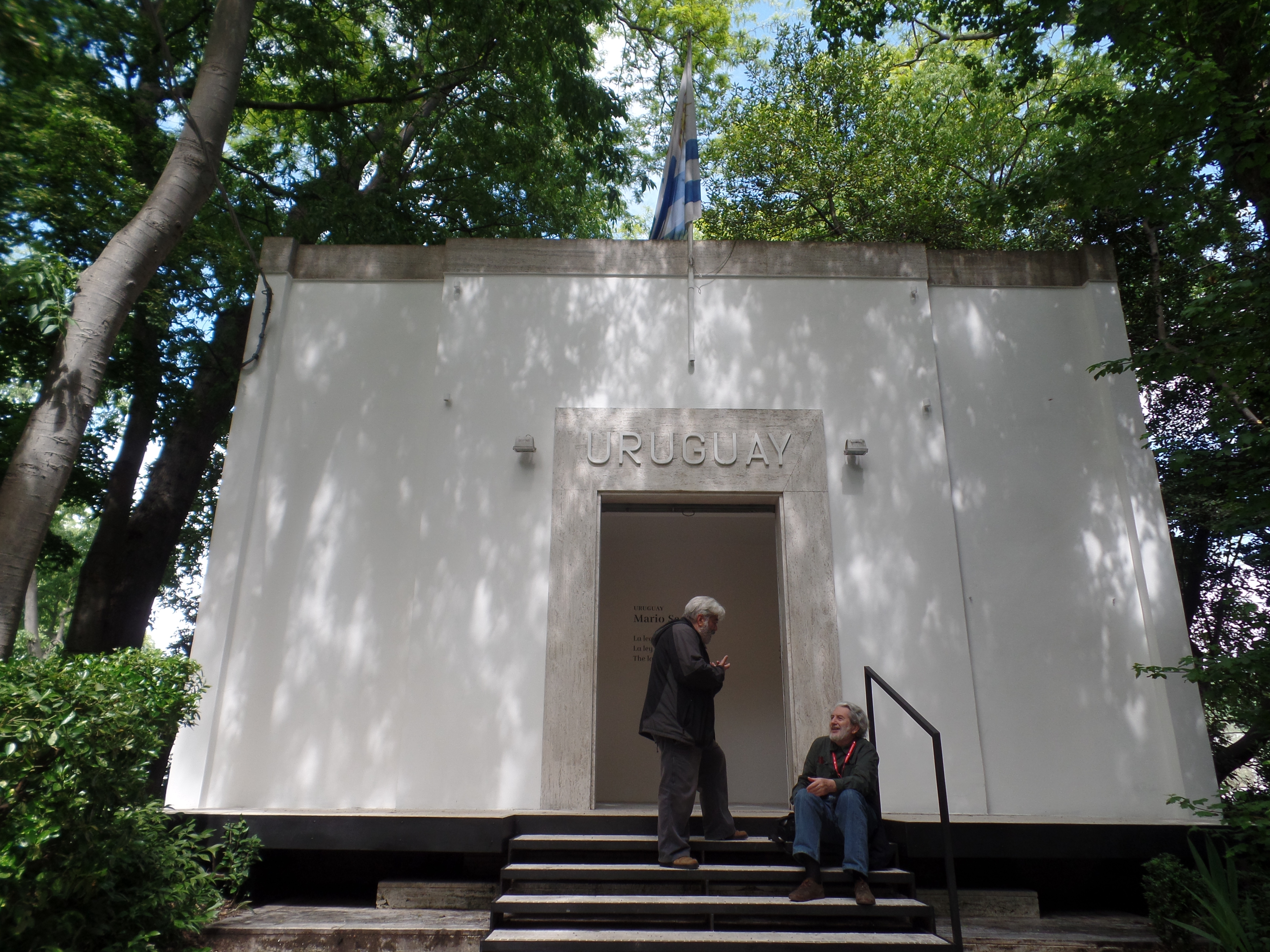
Pabellón de Uruguay en la Bienal de Venecia

La Bienal de Arte de Venecia (en italiano: Biennale d'Arte di Venezia ) conocida también como la Exposición Internacional de Arte de Venecia, es un evento internacional desarrollado en la ciudad de Venecia y subvencionada por el gobierno italiano. Es considerada uno de los eventos artísticos y culturales más prestigiosos en la actualidad, siendo un evento referente internacional del arte contemporáneo, además de la única que mantiene la estructura de representación mediante pabellones nacionales.
El evento se denomina Biennale di Venezia (Bienal de Venecia) debido a la frecuencia bienal de sus eventos (con la excepción del Festival Internacional de Cine de Venecia, iniciado el año 1932, con frecuencia anual). Tanto la Bienal Internacional de Arte de Venecia como el Festival Internacional de Cine de Venecia son precursores al ser los primeros eventos en su género. Otros eventos celebrados por la organización de Bienal son la Exposición Internacional de Arquitectura de Venecia; el Festival de Teatro de Venecia; el Festival de Danza Contemporánea de Venecia y el Festival de Música Contemporánea de Venecia.

## Espacios expositivos
La Bienal se organiza en torno a los siguientes espacios:

### Los Jardines - I Giardini
Es el espacio más antiguo de La Bienal y el que alberga los pabellones nacionales iniciales. Su origen se remonta a la segunda edición de La Bienal (1897), en la que se percibe que el carácter internacional es un handicap para los artistas italianos, ya que no tenían espacio suficiente para exhibir su obra en el Palazzo dell’Esposizione, el único espacio expositivo hasta entonces existente. En 1907, frente a la exigencia de ofrecerles un espacio más amplio, Antonio Fradeletto, Secretario general de la Bienal, propuso situar las obras de artistas extranjeros en pabellones nacionales que podrían construirse en el recinto de Il Giardini. Esta estrategia permitía no solo conseguir mayor espacio para los artistas italianos en el Palazzo dell’Esposizione, sino librarse de gastos considerables y garantizar una participación internacional constante. Obviamente, los primeros que aprovecharon el escaparate ofrecido fueron las grandes potencias coloniales: en 1907 se construyó el primer pabellón nacional, el de Bélgica, seguido en 1909 por los de Alemania, Hungría y Gran Bretaña, y en 1912 por los de Francia y Holanda. La segunda oleada de pabellones extranjeros supuso la llegada a Il Giardini de España (1922), Estados Unidos (1930), Dinamarca y Suiza (1932) y Austria (1934). En la posguerra se produjo una tercera oleada de peticiones; sin embargo, a causa de la saturación del terreno, no se concedió el permiso a todos los solicitantes. Entre los admitidos se pueden citar: Japón (1956), Finlandia (1956), Canadá (1958) y Brasil (1964).

#### Pabellones Nacionales con sede en Los Jardines
Los primeros Pabellones Nacionales se situaron en Il Giardini, también conocidos como Los Jardines de la Bienal y son propiedad de los distintos países representados. Cada uno de ellos es administrado por el organismo competente de cada país, generalmente el Ministerio de Cultura correspondiente.
| País            | Denominación                                            | Diseño                                                                                   | Año  | Localización        |
| --------------- | ------------------------------------------------------- | ---------------------------------------------------------------------------------------- | ---- | ------------------- |
| Alemania        | Pabellón de Alemania en la Bienal de Venecia            | Diseñado por Daniele Donghi, 1909. Reconstruida por Ernst Haiger.                        | 1909 | Jardines / Giardini |
| Austria         | Pabellón de Austria en la Bienal de Venecia             | Diseñado por Joseph Hoffmann / Robert Kramreiter. Restaurado por Hans Hollein, 1984.     | 1934 | Jardines / Giardini |
| Australia       | Pabellón de Australia en la Bienal de Venecia           | Diseñado por Philip Cox.                                                                 | 1988 | Jardines / Giardini |
| Bélgica         | Pabellón de Bélgica en la Bienal de Venecia             | Diseñado por León Sneyers. Restauración total por Virgilio Vallot, 1948.                 | 1907 | Jardines / Giardini |
| Brasil          | Pabellón de Brasil en la Bienal de Venecia              | Diseñado por Amerigo Marchesin.                                                          | 1964 | Jardines / Giardini |
| Canadá          | Pabellón de Canadá en la Bienal de Venecia              | Diseñado por Luigi Banfi, Ludovico di Barbiano, Peressutti Enrique y Ernesto Rogers.     | 1957 | Jardines / Giardini |
| República Checa | Pabellón de República Checa y Eslovaquia en la Bienal   | Diseñado por Otakar Novotn. Anexo construido por Boguslav Rychlinch, 1970.               | 1926 | Jardines / Giardini |
| Corea del Sur   | Pabellón de Corea en la Bienal de Venecia               | Diseñado por Chul Kim Seok.                                                              | 1995 | Jardines / Giardini |
| Dinamarca       | Pabellón de Dinamarca en la Bienal de Venecia           | Diseñado por Carl Brummer. Anexo diseñado por Peter Koch, 1958.                          | 1932 | Jardines / Giardini |
| Egipto          | Pabellón de Egipto en la Bienal de Venecia              |                                                                                          | 1932 | Jardines / Giardini |
| Finlandia       | Pabellón de Finlandia en la Bienal de Venecia           | Diseñado por Alvar Aalto, 1956. Restaurado por Fredrik Fogh y Elsa Makiniemi, 1976-1982. | 1956 | Jardines / Giardini |
| Francia         | Pabellón de Francia en la Bienal de Venecia             | Diseñado por Fausto Finzi.                                                               | 1912 | Jardines / Giardini |
| Reino Unido     | Pabellón de Reino Unido en la Bienal de Venecia         | Diseñado por Edwin Alfred Rickards.                                                      | 1909 | Jardines / Giardini |
| Grecia          | Pabellón de Grecia en la Bienal de Venecia              | Diseñado por Del Giudice Brenno, M. Papandre.                                            | 1934 | Jardines / Giardini |
| Hungría         | Pabellón de Hungría en la Bienal de Venecia             | Diseñado por Geza Maroti Rintel. Restaurado por Agost Benkhard, 1958.                    | 1909 | Jardines / Giardini |
| Israel          | Pabellón de Israel en la Bienal de Venecia              | Diseñado por Zeev Rechter. Modificado por Fredrik Fogh, 1966.                            | 1952 | Jardines / Giardini |
| Japón           | Pabellón de Japón en la Bienal de Venecia               | Diseñado Takamasa Yoshizaka.                                                             | 1956 | Jardines / Giardini |
| Países Bajos    | Pabellón de Países Bajos en la Bienal de Venecia        | Diseñado por Gustav Ferdninand Boberg, Reconstruido por Gerrit Thomas Rietveld, 1954.    | 1912 | Jardines / Giardini |
|                 | Pabellón de países nórdicos (Noruega, Suecia Finlandia) | Diseñado por Sverre Fehn, 1962. Anexo añadido al edificio por Fredrik Fogh, 1987.        | 1962 | Jardines / Giardini |
| Polonia         | Pabellón de Polonia en la Bienal de Venecia             |                                                                                          | 1932 | Jardines / Giardini |
| Rumania         | Pabellón de Rumania en la Bienal de Venecia             |                                                                                          | 1932 | Jardines / Giardini |
| Rusia           | Pabellón de Rusia en la Bienal de Venecia               | Diseñado por Aleksej V. Scusev.                                                          | 1914 | Jardines / Giardini |
| Serbia          | Pabellón de Serbia en la Bienal de Venecia              |                                                                                          | 1932 | Jardines / Giardini |
| Estados Unidos  | Pabellón de Estados Unidos en la Bienal de Venecia      | Diseñado por Chester Holmes Aldrich, William Delano Adams.                               | 1930 | Jardines / Giardini |
| España          | Pabellón de España en la Bienal de Venecia              | Diseñado por Javier de Luque. Fachada restaurada por Joaquín Vaquero Palacios, 1952.     | 1922 | Jardines / Giardini |
| Suiza           | Pabellón de Suiza en la Bienal de Venecia               | Diseñado por Bruno Giacometti.                                                           | 1952 | Jardines / Giardini |
| Uruguay         | Pabellón de Uruguay en la Bienal de Venecia             | Depósito de la Bienal de 1958, adquirido por el gobierno de Uruguay en 1960.             | 1962 | Jardines / Giardini |
| Venezuela       | Pabellón de Venezuela en la Bienal de Venecia           | Diseñado por Carlo Scarpa.                                                               | 1956 | Jardines / Giardini |

### Arsenal de Venecia
El Arsenal fue el mayor centro de producción de Venecia, y de Europa, durante la era preindustrial. Fue construido como un enorme conjunto de edificios construidos para fabricar las flotas de la Serenissima y, por lo tanto, un símbolo del poder económico, político y militar de la ciudad. Desde 1980, el Arsenale se ha reconvertido en un lugar de exposición de La Bienal con motivo de la 1.ª Exposición Internacional de Arquitectura. Posteriormente, los mismos espacios se utilizaron en las Exposiciones de Arte de la sección Abierta. Además alberga también pabellones nacionales, como los de China y Argentina.

### “Pabellones satélite”
Han proliferado los “pabellones satélite”, que participan en el fenómeno del crecimiento de la Bienal de Venecia, con el fin de involucrar a toda la urbe veneciana. A causa de la saturación de la falta de espacio en Il Giardine y El Arselane, diversos países están obligados a situarse fuera de estos espacios y a encontrar una ubicación provisional, que puede cambiar en las ediciones sucesivas. También en estos pabellones, pueden encontrarse exposiciones y proyectos paralelos, sin necesidad de únicamente ser un pabellón nacional.

### Otros Pabellones Nacionales
No hay un protocolo único que dictamine las características de cada uno de pabellones. Los países tanto establecidos como los países participantes emergentes mantienen y financian sus pabellones de diversas maneras. Los países en El Arsenale que no cuentan con un pabellón propio, exhiben en diferentes espacios de exposición temporal, pagando una cuota fijada en base la superficie del lugar. Por lo que constan Pabellones Nacionales permanentes y Pabellones Nacionales itinerantes, de ese modo algunos países exponen cada año en un espacio diferente al anterior.
Mayoritariamente los pabellones son administrados y mantenidos a través de fondos públicos, con cada nueva edición el sector privado juega un rol más preponderante. En 2015 los pabellones de Irak, Ucrania y Siria fueron financiados enteramente con fondos privados. Mientras que el pabellón de Gran Bretaña ha sido administrado tradicionalmente por el Consejo Británico, los Estados Unidos asignan la responsabilidad a una galería pública elegida por el Departamento de Estado que, desde 1985, ha sido el Museo Guggenheim de Venecia.
El número de naciones representadas se acrecienta año a año. En 2005, China exhibió por primera vez, seguida por el pabellón africano y México (2007), los Emiratos Árabes Unidos (2009) e India (2011).
La siguiente lista muestra los pabellones nacionales exteriores a Los Jardines, con fechas de finalización y autores:
- Pabellón de Angola en la Bienal de Venecia | Itinerante entre Palazzo Cini en 2013 y Palazzo Pisani en 2015.
- Pabellón de Armenia.

- Pabellón de Argentina en la Bienal de Venecia | Pabellón permanente en el Arsenal de Venecia desde 2013.

- Pabellón de Colombia en la Bienal de Venecia | Diseñado por Giancarlo Mazzanti, 2006.
- Pabellón de Ghana en la Bienal de Venecia | Diseñado por David Adjaye para la primera edición de Ghana en 2019.
- Pabellón de Italia en la Bienal de Venecia | Conocido como "Palazzo Por Arte" diseñado por Enrique Trevisanato, fachada de Marius De María y Bartolomé Bezzi, 1895; nueva fachada de Guido Cirilli, 1914; "Pabellón Italia", fachada actual de Duilio Torres 1932. El pabellón cuenta con un jardín de esculturas de Carlo Scarpa, 1952 y el "Auditorio Pastor" de Valeriano Pastor, 1977.

- Pabellón de Islandia en la Bienal de Venecia | En la actualidad se utiliza el pabellón finlandés.
- Pabellón de Lituania.
- Pabellón de Luxemburgo.

## León de Oro
A lo largo de la Bienal de Venecia, se otorgan diferentes premios. El reconocimiento más prestigioso que se puede obtener en la Bienal de Venecia es el León de Oro. El premio se otorga a la mejor participación nacional o pabellón dentro de la Exposición Internacional de Arte de Venecia en la Bienal de Venecia. Desde su fundación en 1895, la Bienal de Venecia ha otorgado varios premios. A partir de 1938 de formalizó el reconocimiento bajo el nombre de "Gran Premio", que se entregó hasta la edición de 1968. Ese fue el último año debido a protestas políticas e intelectuales. Por lo que hasta el año 1986 no hubo premio. En 1986 ya el premio principal pasó a llamarse el León de Oro.

## Curiosidades
El 28 de abril de 2024, el papa Francisco visitó la bienal, convirtiéndose en el primer papa que acude a este encuentro cultural en toda la historia.